# Elvis Stojko
Elvis Stojko (Newmarket, 22 marzo 1972) è un ex pattinatore artistico su ghiaccio canadese.

## Biografia
Di padre sloveno e madre ungherese, ha vinto in singolo tre campionati del mondo (1994, 1995, 1997) e ottenuto due argenti olimpici (1994, 1998). Per buona parte della sua carriera è stato allenato da Ghislain Briand. Si è ritirato definitivamente nel 2006.

## Vita privata
Nel 2010 si è sposato. Dal 2014 vive a Toronto.

## Palmarès
GP: Champions Series / Grand Prix
| Internazionali                    | Internazionali | Internazionali | Internazionali | Internazionali | Internazionali | Internazionali | Internazionali | Internazionali | Internazionali | Internazionali | Internazionali | Internazionali | Internazionali |
| Evento                            | 89–90          | 90–91          | 91–92          | 92–93          | 93–94          | 94–95          | 95–96          | 96–97          | 97–98          | 98–99          | 99–00          | 00–01          | 01–02          |
| --------------------------------- | -------------- | -------------- | -------------- | -------------- | -------------- | -------------- | -------------- | -------------- | -------------- | -------------- | -------------- | -------------- | -------------- |
| Giochi olimpici invernali         |                |                | 7°             |                | 2°             |                |                |                | 2°             |                |                |                | 8°             |
| Campionati mondiali               | 9°             | 6°             | 3°             | 2°             | 1°             | 1°             | 4°             | 1°             | R              | 4°             | 2°             | 10°            |                |
| Campionati dei Quattro continenti |                |                |                |                |                |                |                |                |                | 3°             | 1°             |                |                |
| GP Finale                         |                |                |                |                |                |                | 2°             | 1°             | 2°             |                | 2°             |                |                |
| GP Skate America                  |                | 8°             |                |                |                |                |                |                |                | 4°             | 3°             |                |                |
| GP Skate Canada                   |                |                | 1°             | 1°             |                | 1°             |                | 1°             | 1°             | 2°             | 2°             |                | 2°             |
| GP Nations Cup                    |                |                |                |                |                | 1°             |                |                | 1°             |                |                |                | 6°             |
| GP di Francia                     |                |                |                |                |                |                | 3°             | R              |                |                |                |                |                |
| GP NHK Trophy                     |                |                |                | 2°             |                |                | 1°             | 1°             |                |                |                | R              |                |
| Piruetten                         |                |                |                |                | 1st            |                |                |                |                |                |                |                |                |
| Karl Schäfer Memorial             | 2°             |                |                |                |                |                |                |                |                |                |                |                |                |
| Goodwill Games                    |                |                |                |                |                |                |                |                |                |                |                |                | 5°             |
| Nazionali                         |                |                |                |                |                |                |                |                |                |                |                |                |                |
| Campionati canadesi               | 2°             | 2°             | 2°             | 2°             | 1°             |                | 1°             | 1°             | 1°             | 1°             | 1°             |                | 1°             |
| R: Ritirato                       |                |                |                |                |                |                |                |                |                |                |                |                |                |